# 莫沃赞 (上加龙省)
莫沃赞（法語：Mauvezin，法語發音：[mov(ə)zɛ̃]）是法国上加龙省的一个市镇，属于圣戈当区。

## 地理
莫沃赞（43°23'11"N, 0°55'28"E）面积4.76 平方千米，位于法国奧克西塔尼大區上加龙省，该省份为法国西南部内陆省份，西南端与西班牙接壤，自此顺时针与上比利牛斯省、热尔省、塔恩-加龙省、塔恩省、奥德省和阿列日省接壤。
与莫沃赞接壤的市镇（或旧市镇、城区）包括：阿加萨克、卡斯泰尔加亚尔、弗龙蒂尼昂萨韦斯、古代、马尔蒂塞尔、圣利济耶迪普朗泰。

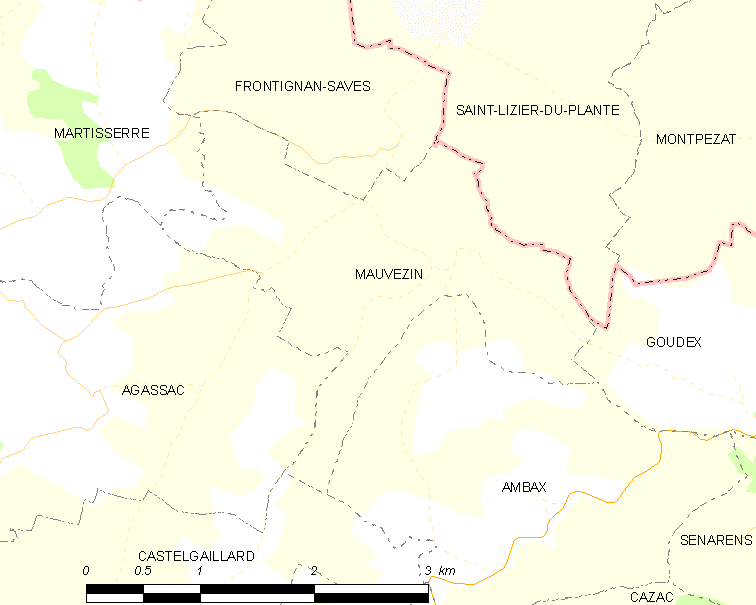
的OSM定位图

莫沃赞的时区为UTC+01:00、UTC+02:00（夏令时）。

## 行政
莫沃赞的邮政编码为31230，INSEE市镇编码为31333。

## 政治
莫沃赞所属的省级选区为卡泽尔县。

## 人口

1962-2008年间人口变化图示

莫沃赞于2022年1月1日时的人口数量为85人。